# 楊済
楊 済（よう さい、? - 291年）は、中国西晋の武将・政治家。字は文通。本貫は弘農郡華陰県。楊駿・楊珧の弟。武帝の悼皇后楊芷の叔父。『晋書』に伝がある。

## 生涯
才能があり、武芸に秀でていたという。
従兄の楊炳の娘の楊艶が司馬炎の皇后であったので取り立てられ、王済らと共に武帝の寵臣の一人になった。
ある時、司馬炎が北邙山へ狩猟に出かけると、楊済は王済と共にこれに付き従った。突然虎が現れると、司馬炎の命により王済が射殺した。しばらくしてまた虎が現れると、今度は楊済がこれを仕留めた。6軍は2人の活躍を手を打って称えた。
司馬炎が軍事に力を入れるようになると、有望な外戚を重用しようと思い、楊済は武芸に長けていたので適任とされた。楊済は兄の楊珧と共に深謀遠慮を称えられ、甥の李斌らと共によく忠言をなした。
咸寧2年（276年）10月、姪の楊芷が皇后に立てられると、楊芷の父の楊駿は権勢をほしいままにするようになった。弟の楊済もまた恩恵を受けるようになり、楊駿・楊珧と共に天下三楊と称された。楊済は楊駿の地盤確立の為、王済の従兄の王佑を河東郡太守に左遷し、諸侯王の世子を建立するなど謀略を巡らしたという。
咸寧4年（278年）、鎮南大将軍・都督荊州諸軍事杜預が荊州に出鎮した時、皆が見送りに行く中、楊済だけは名族の誇りから席を離れて門で閲兵をしていたため、和嶠にたしなめられたという。
咸寧5年（279年）、呉の征伐に際しては冠軍将軍代理として大都督賈充の副将に任じられ、襄陽に駐屯し杜預ら諸軍を統括した。
太康7年（286年）、都督荊州諸軍事に任じられ、時期は不明だが鎮南将軍・征北将軍を歴任した。また、司馬炎の末年には衛将軍に任じられている。
太熙元年（290年）4月、司馬炎が崩御すると、皇太子司馬衷が後を継いだ。
楊駿は汝南王司馬亮を忌み嫌っており、許昌へ出鎮を命じて遠ざけようとした。だが、楊済は司馬亮を許昌に行かせて兵権を与えるのはむしろ危険であるとして、甥の河南尹李斌と共に洛陽に留まらせるよう進めたが、楊駿は聞き入れなかった。楊済は尚書左丞傅咸へ「兄が大司馬（司馬亮）を洛陽に招いて身を退けば、楊家も安全なのだが」と言うと、傅咸は「宗室と外戚は協力しあうべきです。大司馬を呼び戻し、共に輔政するだけでも禍を避けることができるでしょう。身を退く必要はありません」と答えた。これを受け、楊済は侍中石崇を派遣して再度楊駿を説得したが、楊駿は従わなかった。
傅咸は楊駿へ向けて諫言を繰り返したので、楊駿から疎まれるようになった。楊済は傅咸に手紙を送り「度を超えた直言は禍をもたらす事になる」と伝えたが、傅咸は「直言で身を滅ぼすのは、内容が激昂に満ちているか、直言で名声を得たり鬱憤を晴らそうとする心があるからだ。誠意と忠心を持ってすれば、憎まれることはない」と回答した。
同年8月、司馬遹が皇太子に立てられると、楊済は太子太傅に任じられた。
永平元年（291年）1月、恵帝の皇后賈南風は楊駿の権勢を妬み、宦官の董猛・孟観・李肇と共に楊氏一派の誅殺の計画を練った。3月、賈南風は楚王司馬瑋と結託して政変を起こすと、楊駿は殺害されてその三族及び側近の者は尽く捕らえられた。政変が鎮まって夕方になると、楊済は東宮へ召喚された。この時、楊済は裴楷へ「我はどうなるか」と問うと、裴楷は「保傅（皇族の子弟の教育係）となる為に東宮に向かうのだ」と、偽りの返答をしたという。
楊済は兵馬を長く管轄し、施しを好んだので、彼の400人の部下は皆楊済の助命を求めたが、嘆願は聞き入れられず処刑された。これを嘆かない者はいなかったという。
単に外戚であるという理由で重用された楊駿と異なり、楊珧と楊済はそれぞれ自分自身の功績で立身した人物で信望も厚かった。そのため楊駿が驕慢となっていく姿を見て憂慮し、宗族との融和を促したが聞き入れられる事はなかった。
『三国志演義』第120回の呉征伐において晋の冠軍将軍として登場する。

## 参考資料
- 『晋書』「楊駿伝」
- 『晋書』「后妃伝」